# Konstantów (województwo lubelskie)
Konstantów – wieś sołecka w Polsce położona w województwie lubelskim, w powiecie janowskim, w gminie Dzwola.
Miejscowość położona jest około 1 km od wsi Dzwola i 1,5 km od miejscowości Krzemień Drugi. Według Narodowego Spisu Powszechnego (III 2011 r.) liczyła 328 mieszkańców i była dziewiątą co do wielkości miejscowością gminy Dzwola.

## Historia
Wieś powstała z osady leśnej Jargiły (Radestków) wzmiankowanej w 1781 roku. W 1805 roku Jargiły zamieszkiwało 17 gospodarzy. W wyniku regulacji gruntów przeprowadzonej w 1828 roku, na miejscu tej osady powstał obecny Konstantów. Miejscowość początkowo zwano Konstantynowem lub Konstantowem Górnym. W 1851 roku wieś zamieszkiwało 32 gospodarzy. W latach 60. XIX wieku weszła ona w skład gminy Kocudza i powiatu biłgorajskiego. Z danych z 1921 roku wynika, że Konstantów zamieszkiwało 360 mieszkańców w 60 domach. W okresie międzywojennym przez pewien czas działała szkoła powszechna. W 1956 roku powstała jednostka Ochotniczej Straży Pożarnej. W latach 1975–1998 miejscowość administracyjnie należała do województwa tarnobrzeskiego.